# Click (canción de Charli XCX)
«Click» es una canción de la cantante y compositora británica Charli XCX en colaboración con la artista alemana Kim Petras y el rapero estonio Tommy Cash, perteneciente al tercer álbum de estudio de Charli XCX Charli (2019). 

## Composición
La canción presenta un uso intensivo de Auto-Tun , creando un sonido que Vulture describió como un "mindfuck". El verso de Petras fue descrito por Paper como "posiblemente los 60 segundos más rimbombantes en su discografía hasta la fecha". Su verso se acumula en "uno de los clímax más emocionantes de todo el disco, amortiguado por una cuestión de silencio y destrozado por una muestra de tambor alucinante".
Los últimos 30 segundos de la canción contienen "ruidos estridentes distorsionados que toman por sorpresa a los oyentes" y comentarios recibidos de múltiples críticos. Paper lo calificó como "incómodo y restrictivo además de ser casi doloroso si su volumen sube lo suficientemente alto".  Según The Ticker , "este sonido abrasivo en 'Click' no es raro para Charli XCX o PC Music, pero los versos malcriados de Kim Petras y la cantante británica impulsan la producción penetrante con la misma cantidad de golpe que hace que sobresalga, incluso en un disco tan enfocado en el sonido como Charli ".

## Recepción y crítica
Stereogum llamó a la canción "el tipo de canción que solo Charli podía lograr, tonta y seria al mismo tiempo, haciendo que los 30 segundos antes de llegar a una fiesta suenen como el fin del mundo".

## No Boys Remix
El 11 de octubre de 2019, se lanzó un remix oficial titulado «Click (No Boys Remix)». El remix mantiene el verso de Petras, pero reemplaza a Tommy Cash con el cantante estadounidense Slayyyter.

### Antecedentes y lanzamiento
Charli comenzó a mencionar el remix en su cuenta de Twitter el 11 de octubre de 2019. Se estrenó el mismo día, pero debido a problemas técnicos no estaba disponible en ningún lugar fuera del Reino Unido. Se lanzó en todo el mundo el 14 de octubre.

### Recepción crítica
Paper dijo sobre el verso de Slayyyter: "Su contribución mejora la poderosa presencia femenina de la canción, convirtiéndola en un himno oficial de poder femenino".